# Sordità improvvisa
La sordità improvvisa è una sordità neurosensoriale che si manifesta nell'arco di breve tempo.

## Eziologia
Tra le cause rientrano l'evento traumatico (come un'esplosione ravvicinata) e l'infezione: può inoltre essere collegata allo stress cellulare.
In età avanzata, può venire provocata da una neoplasia, dal diabete mellito e dall'ipertensione.

## Tipologia
Per quanto riguarda le sordità improvvise idiopatiche, (con sigle date dagli acronimi: SII in italiano e ISSHL in inglese).

## Epidemiologia
Avviene più frequentemente in uomini la cui età rientra fra la quarta e la quinta decade: si riscontrano episodi monolaterali e bilaterali.

## Sintomatologia
Fra i sintomi e i segni clinici più comuni si hanno le vertigini e l'acufene. Alcuni soggetti presentano caratteristiche proprie della sindrome di Menière.

## Esami
L'otoscopia presenta generalmente risultati normali. Nella maggior parte dei casi l'orecchio esterno e medio non presentano anomalie oggettivamente rilevabili.
Non si può escludere tuttavia, che un orecchio "patologico" (perforazione membrana timpanica, versamento catarrale etc.) possa sviluppare un'ipoacusia improvvisa non correlata alla patologia otologica di base.

## Terapia
Come trattamento farmacologico si somministrano antinfiammatori steroidei come il desametasone Altri trattamenti prevedono vasodilatatori, anticoagulanti (come la calciparina) e vasoattivi.

## Prognosi
Nel 70 % dei casi, le forme idiopatiche tendono a guarire nel giro di alcuni giorni: il recupero dell'udito è parziale. Tale patologia può ripresentarsi.